# Wilhelm Schimmel Pianofortefabrik
Die Wilhelm-Schimmel-Pianofortefabrik GmbH ist ein Flügel- und Klavierbauunternehmen mit Firmensitz in Braunschweig, Deutschland. Der Firmengründer Wilhelm Schimmel eröffnete 1885 seine erste Werkstatt in Leipzig. Über mehrere Generationen blieb das Unternehmen in Familienbesitz. Hauptanteilseigner ist heute das chinesische Unternehmen Pearl River Piano Group.

## Geschichte

### Von den Anfängen bis 1931

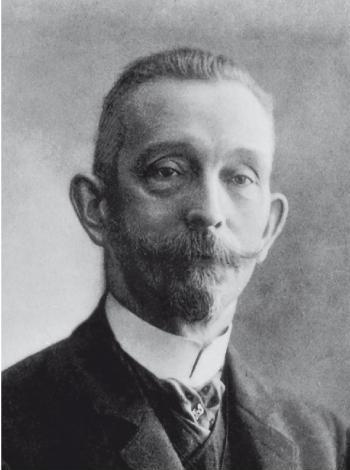
Firmengründer Wilhelm Schimmel

Der Firmengründer Wilhelm Schimmel wurde am 8. September 1854 in Alt-Ohlisch (heute Stará Oleška, Tschechien) als Sohn des Dorfschneidermeisters Benedikt Schimmel und seiner Frau Clara geboren. Im Alter von 14 Jahren begann Wilhelm Schimmel eine Kunsttischlerlehre. Die Begeisterung für den Instrumentenbau übernahm er von seinem Vater, der sich u. a. mit der Reparatur von Instrumenten ein Zubrot verdiente. Bereits am Anfang seiner Lehrzeit fertigte Wilhelm eine Harmonika und eine Geige an, er blieb aber zunächst einige Jahre der Tischlerei treu. Mit 22 Jahren war er Werkmeister einer großen Tischlerei.
Im Jahr 1879 nahm er seine Arbeit bei der Pianofortefabrik Stichel in Leipzig auf. Er war ein gelehriger Schüler, der seinen Wunsch nach Selbstständigkeit fest im Blick hatte. 1885 gründete er in Neuschönefeld (heute Leipzig) seine eigene Firma, unter der Devise „das bestmöglichste Instrument zu günstigem Preis“ produzierte er technisch fortschrittliche Klaviere und Flügel, die schnell regen Absatz fanden.

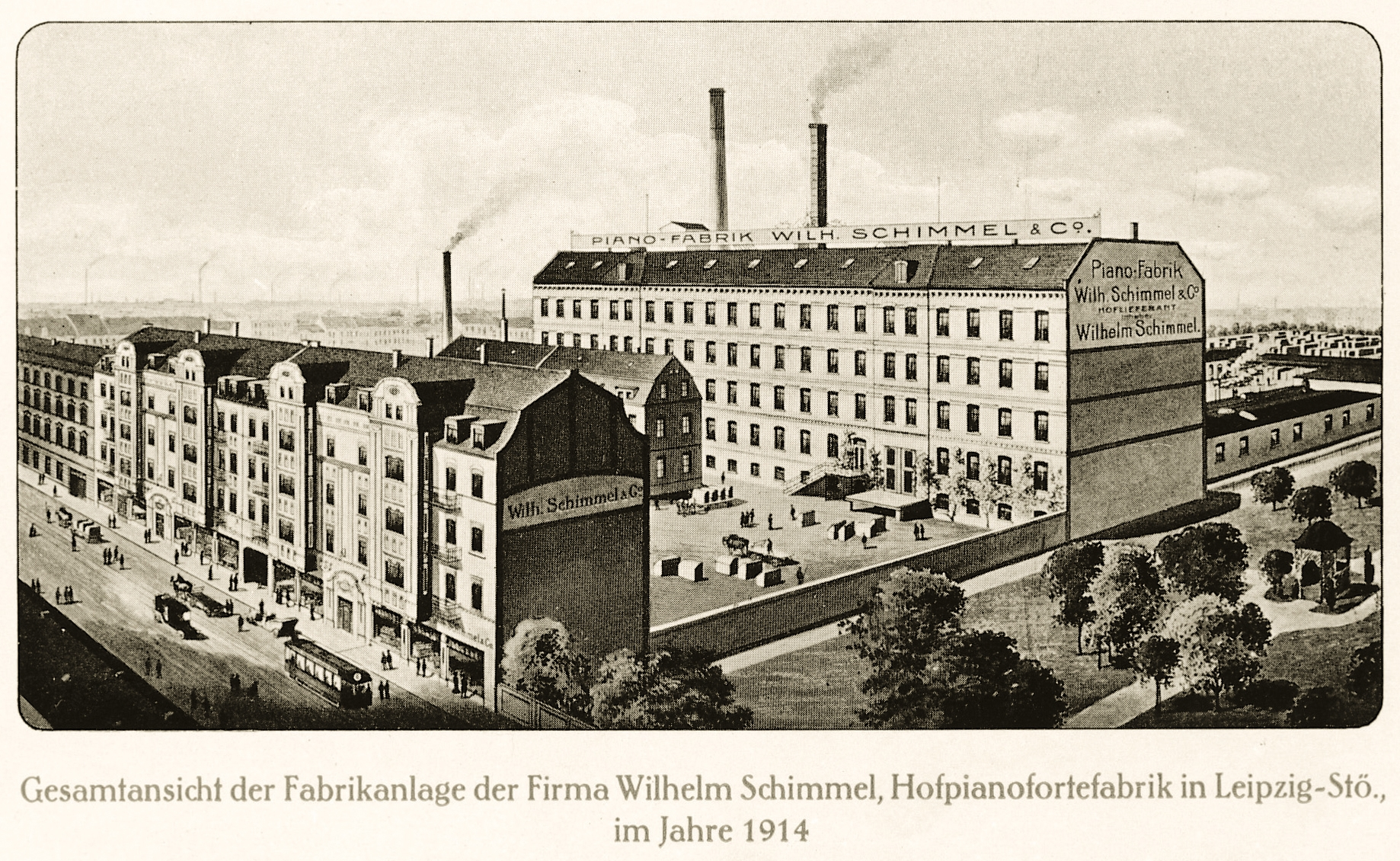
Fabrikanlagen in Leipzig, 1897

Am 1. März 1894 verließ das 1000. Instrument die Schimmel-Werkstätten, die bis zu diesem Zeitpunkt bereits zweimal wegen Platzmangels in größere Räumlichkeiten umziehen hatten müssen. Der vorerst letzte Ortswechsel wurde 1897 vollzogen; Wilhelm Schimmel hatte eine eigene Fabrik bauen lassen. Das neue Firmendomizil befand sich auf einem 4000 m² großen Areal in Leipzig-Stötteritz, die Arbeitsräume des Gebäudes lagen auf drei Stockwerken plus Parterre und Souterrain inklusive Konzert- und Ausstellungssaal.
Die Instrumente der Marke Schimmel zeichneten sich durch gute Spielbarkeit und eine hochentwickelte Repetitionsmechanik sowie durch ihren Klang aus. Die Firma gehörte bereits zum Kreis der anerkannten Pianofortefabrikanten in Leipzig, neben Berlin damals ein Zentrum des deutschen Klavierbaus.
Bis zum 25-jährigen Firmenjubiläum erarbeitete sich das Unternehmen auch international einen Ruf und erfuhr durch den Titel des Hoflieferanten des Großherzogs von Sachsen-Weimar-Eisenach und des Hoflieferanten des Königs von Rumänien eine besondere Anerkennung. Auf den Weltausstellungen 1913 und 1914 erhielten die Instrumente erste Goldmedaillen. Die Entwicklung technischer Neuheiten hatte für die Firma Wilhelm Schimmel stets einen hohen Stellenwert. So wurde beispielsweise um 1915 in Zusammenarbeit mit der Firma J. D. Philipps, Frankfurt/Main, ein Ducanola genanntes selbstspielendes Klavier hergestellt.

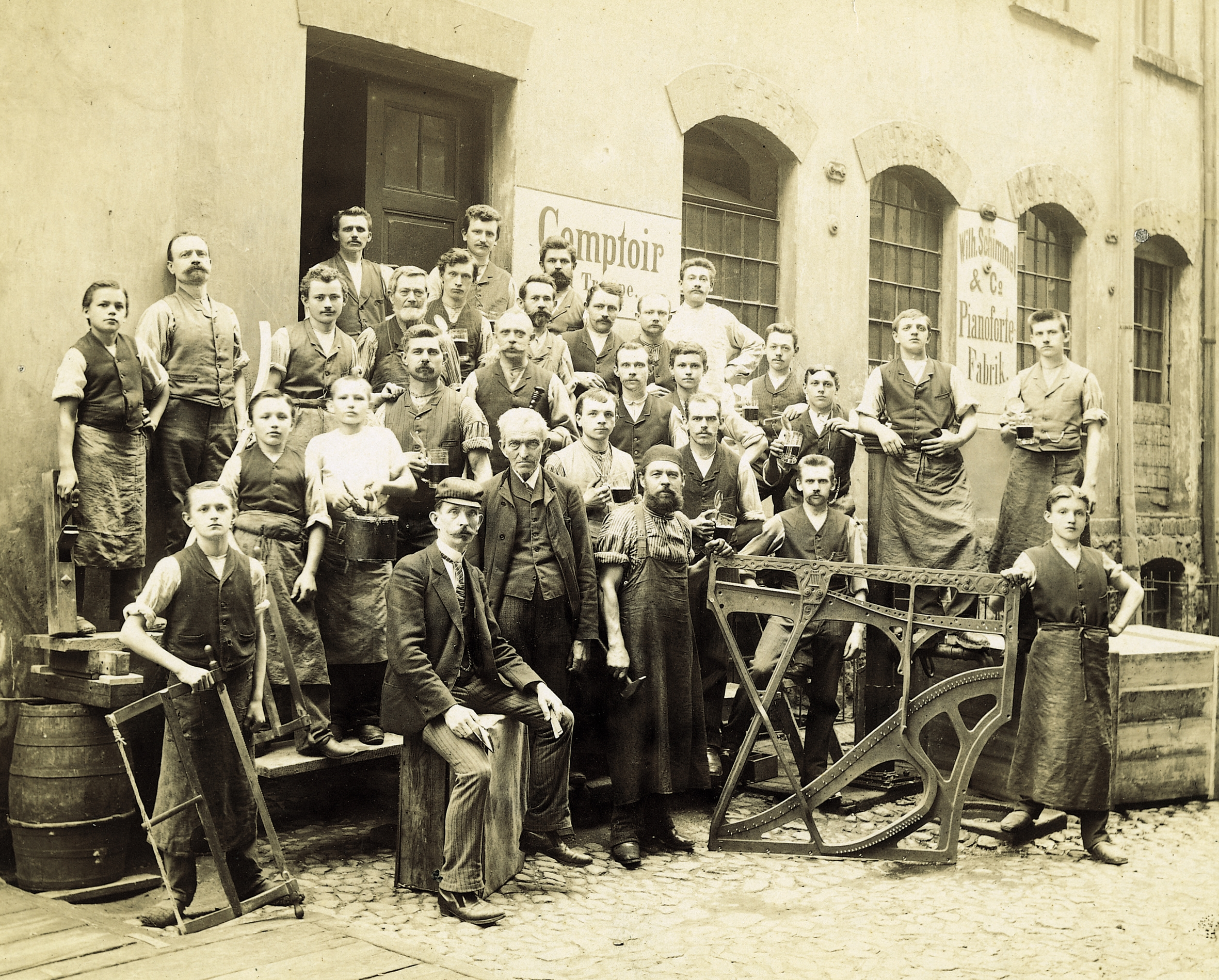
Wilhelm Schimmel mit Mitarbeitern, 1896

Wilhelm Schimmel war 73 Jahre alt, als er 1927 die Geschäftsleitung an seinen Sohn Wilhelm Arno Schimmel übergab. Die äußeren Umstände machten es dem neuen Eigentümer jedoch schwer. Nach der Hyperinflation von 1923 zeichnete sich schon bald die nächste Wirtschaftskrise ab, die am 25. Oktober 1929, dem „Schwarzen Freitag“, ihren Ausgangspunkt nahm. Zusätzlich fanden Radio und Grammophon immer weitere Verbreitung, was die Produktion und den Verkauf von Klavieren und Flügeln zusätzlich erschwerte.
Um diesen Entwicklungen Rechnung zu tragen, wurde im Dezember 1929 die Deutsche Piano-Werke AG gegründet, ein Zusammenschluss mehrerer Hersteller mit dem Ziel, bestimmte Arbeitsprozesse zu vereinheitlichen, um die wirtschaftlich schwierige Situation besser zu überstehen. Die Produktionsstandorte der Piano-Werke AG befanden sich in Luckenwalde und Braunschweig. Höherwertige Instrumente wurden in letztgenannter Stadt produziert, unter ihnen auch die Klaviere der Marke Schimmel. Die Schimmel-Flügelproduktion wurde zunächst im Leipziger Unternehmen weitergeführt. Die dauerhafte Vereinbarung der verschiedenen Interessen innerhalb des Verbunds gestaltete sich jedoch schwierig, dieser erwies sich als nicht zukunftsfähig.

### 1932 bis 2000

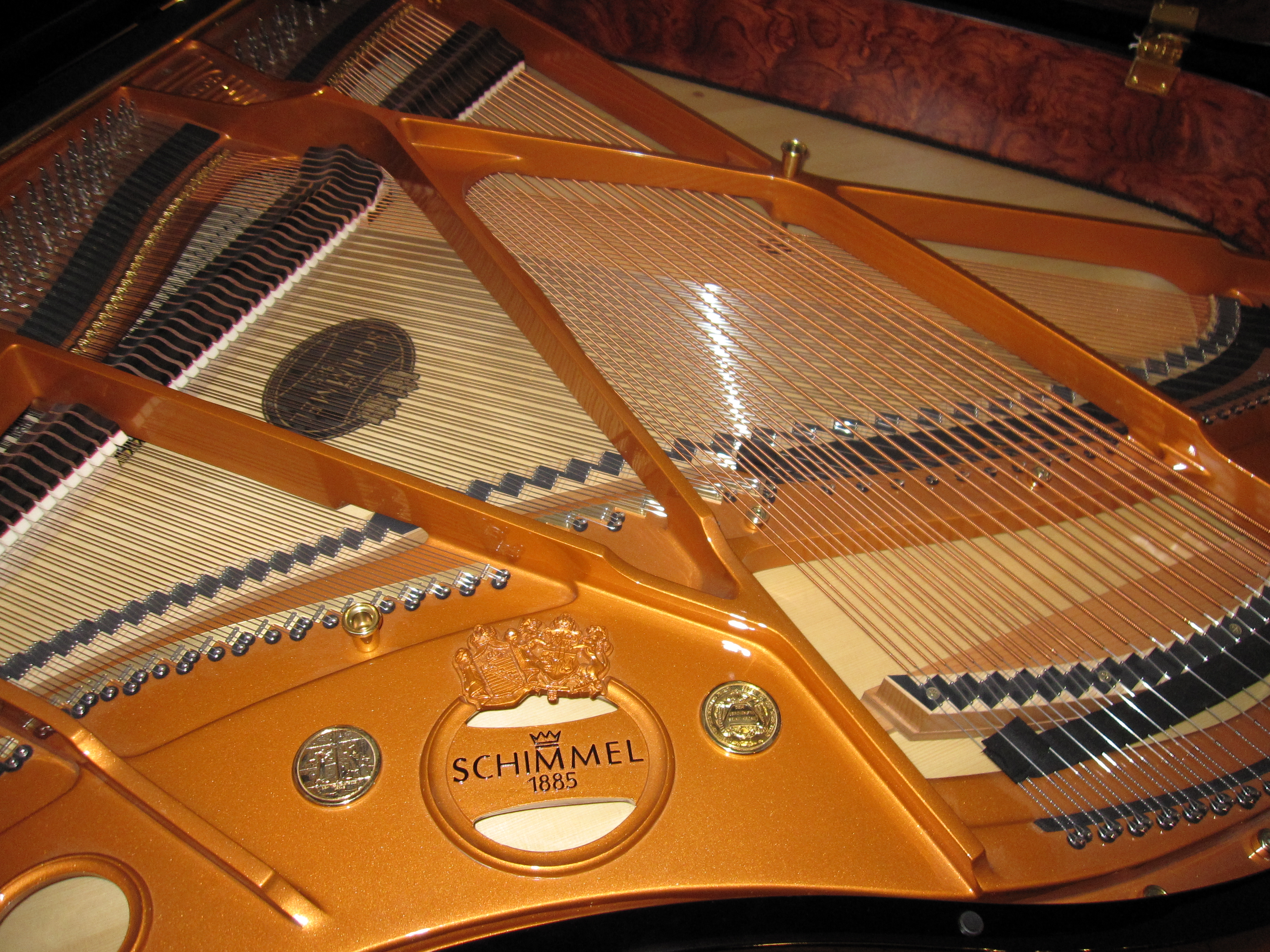
Innenansicht eines Flügels von Schimmel

Wilhelm Arno Schimmel gelang es, sein Unternehmen wieder aus dem Verbund herauszulösen. 1932 gründete er die „Wilhelm Schimmel Pianofortefabrik GmbH“ in Braunschweig. Die Vorkriegs- und Kriegsjahre erschwerten das Wirtschaften des Klavier- und Flügelbauers. Schimmel entwickelte ein rastenloses Kleinklavier (1935, Modell J 50) mit neu konzipiertem Spielwerk, das in seinem Design dem Zeitgeschmack entsprach und zu den wichtigen Neukonstruktionen der 1930er Jahre zählte.
Braunschweig war im Zweiten Weltkrieg als ein Zentrum der Flugzeugindustrie früh Ziel zahlreicher alliierter Luftangriffe. Beim Bombenangriff im Oktober 1944 wurden weite Teile der Pianofortefabrik an der Hamburger Straße zerstört; nur einige Büroräume entgingen dem Feuer. Die Produktion der Instrumente wurde bis auf Weiteres eingestellt.
Nach Kriegsende wurden die beschädigten Anlagen wieder hergerichtet; man konzentrierte sich zunächst auf Holzarbeiten und Innenausbauten aller Art, bis 1949 die Fertigung von Klavieren und Flügeln wieder aufgenommen wurde. Im selben Jahr wurden Instrumente bei der ersten Exportmustermesse in Hannover ausgestellt. Schimmel war vermutlich das erste Klavierbauunternehmen Deutschlands, das nach der Währungsreform wieder Instrumente aus regelmäßiger Produktion liefern konnte.
Die 1950er Jahre waren von Expansion und Neuentwicklungen geprägt. So wurde 1951 auf der Messe in Düsseldorf der erste Acrylglasflügel der Welt vorgestellt, der in überarbeiteter Form bis heute ein Imageträger des Unternehmens ist. Schimmel war nach Absatzzahlen im deutschen Markt gerechnet der größte Klavierhersteller.
1961 starb Wilhelm Arno Schimmel unerwartet. Die Leitung der Firma ging auf seinen Sohn Nikolaus Wilhelm Schimmel (* 1934) über, der sowohl über eine Klavierbauerlehre als auch über eine kaufmännische Ausbildung verfügte. Die 1960er Jahre waren weiterhin mit einem Aufschwung für die Klavierbaubranche verbunden und schon bald litt die Fabrik wieder unter Platzmangel. 1966 war Baubeginn für ein neues Betriebsgelände im Süden Braunschweigs, das den neuen Erfordernissen entsprach. Das bisherige Betriebsgelände und die Fabrikgebäude an der Hamburger Straße wurden 1983 an die im Vorjahr gegründete Schimmel-Hof GmbH verkauft, die heute im „Schimmel-Hof“ rund 15.000 m² Nutzfläche, überwiegend Büros, an etwa 70 Unternehmen vermietet.

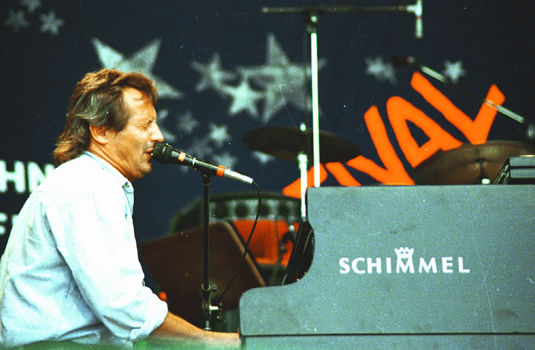
Konstantin Wecker mit Schimmel-Flügel (1986)

Im Jahr 1975 verließen jährlich 7.500 Instrumente die Fertigung. Anfang der 1980er Jahre waren es 10.000, darunter auch die – von 1972 bis 1996 – unter dem Namen Pleyel hergestellten Klaviere. Zum 100-jährigen Firmenjubiläum 1985 galt das von Wilhelm Schimmel gegründete Unternehmen als Deutschlands führender Hersteller von Flügeln und Klavieren. Zwei Drittel der Jahresproduktion wurden in die Europäische Union, nach Nordamerika und in den pazifischen Raum exportiert.

### 21. Jahrhundert

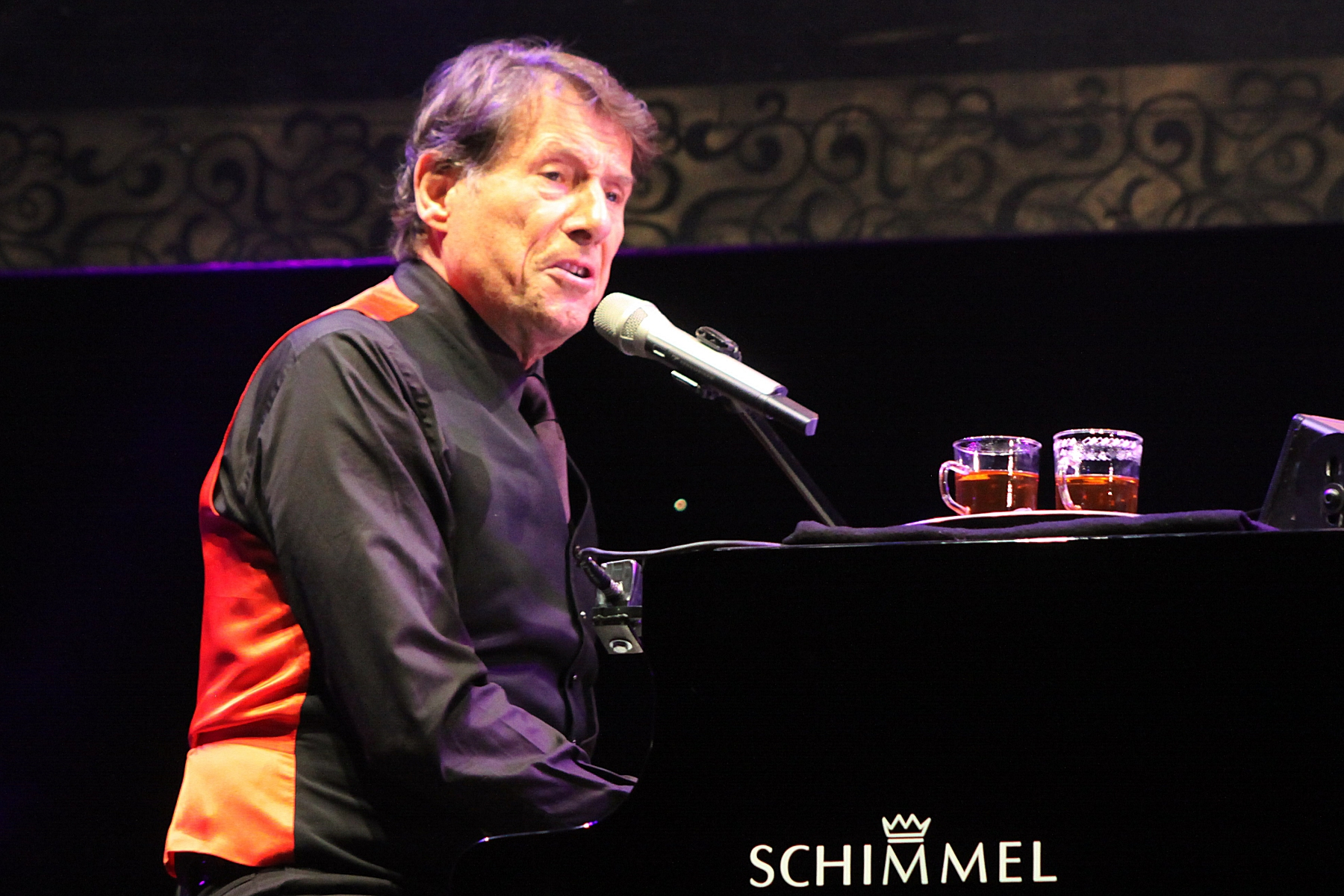
Udo Jürgens mit Schimmel-Flügel (2010)

Im Jahr 2003 übergab Nikolaus W. Schimmel die Firmenleitung an seinen Schwiegersohn Hannes Schimmel-Vogel. Neue Produktreihen wurden eingeführt. Yamaha erwarb einen Anteil von 24,99 %, der im Jahr 2009 zurückgegeben wurde.
Die Finanzkrise 2008 traf das Unternehmen hart, im amerikanischen Markt brachen zwei Drittel des Geschäfts weg. Die Aufträge nahmen um 40 Prozent ab, Mitarbeiter mussten entlassen werden. Im August 2009 meldete Schimmel eine Planinsolvenz an und versuchte die verbliebenen 144 Arbeitsplätze in Braunschweig zu retten. Die Planinsolvenz konnte am 30. März 2010 erfolgreich beendet werden.
In den Folgejahren baute Schimmel seine Präsenz in den asiatischen Märkten stärker aus. Das Hauptaugenmerk wurde auf China gelegt, den größten Klaviermarkt der Welt. Um den großen chinesischen Markt erschließen zu können, begründete das Unternehmen im Januar 2016 eine strategische Allianz mit der Pearl River Piano Group in Guangzhou, dem weltweit größten Klavierhersteller. Die Pearl River Piano Group übernahm 90 % der Unternehmensanteile. In den Folgejahren wurde die Präsenz von Schimmel in China rasant ausgebaut. Zudem wurde die Modellserie „Fridolin Schimmel“ speziell für den Einsteigerbereich entwickelt, die in Kooperation mit Pearl River in China gefertigt wird. Im Mai 2019 gründete Schimmel Pianos eine eigene Vertriebsgesellschaft in Guangzhou, um den Vertrieb in China zu intensivieren.

## Produkte

### Aktuelle Serien
- Schimmel Konzert. Fertigung in Braunschweig. Renner Mechanik.
- Schimmel Classic. Fertigung in Braunschweig. Renner Mechanik.
- Schimmel Art Collection. Fertigung in Braunschweig.
- Schimmel Meisterstücke. Fertigung in Braunschweig.
- Wilhelm Schimmel. Fertigung in Kalisz, Polen.
- Fridolin. Fertigung durch Pearl River Pianos.[8]

### Nicht mehr weitergeführte Serien
- Schimmel International. Fertigung in Braunschweig.
- Vogel by Schimmel. Fertigung in Kalisz, Polen.
- May Berlin. Bis 1990 in Berlin gefertigt. Danach: Fertigung in China.
- Érard – Markenrechte an französische Eigner verkauft, mittlerweile sind Neuklaviere nicht mehr am Markt.
- Gaveau – s. o. wie Érard.
- Pleyel – s. o. wie Érard.

### Besonderheiten
Schimmel ist schon lange auch dafür bekannt, neben traditionellen Instrumenten auch Flügel auf den Markt zu bringen, die sich durch außergewöhnliches Design hervorheben. Den Anfang machte der Flügel aus Acrylglas. Spätestens als er auf den Konzertbühnen von Udo Jürgens zum Einsatz kam, gelangte dieses Instrument zu Berühmtheit. Außerdem ist der von Otmar Alt entworfene Flügel zu nennen. Er will durch phantasievolles, farbenfrohes Design die Aufmerksamkeit auf sich ziehen. Der „Pegasus“ genannte Flügel des Designers Luigi Colani bricht mit der traditionellen Bauform des Instruments. Hier scheint das gesamte Instrument stehend auf einer Acrylglasscheibe im Raum zu schweben. Der Hocker ist Teil des Flügelkorpus; der Flügeldeckel öffnet sich automatisch.

### Produktion
Der größte Teil der Entwicklung und Fertigung der Instrumente erfolgt in Braunschweig, das als Klavierbau-Hochburg bekannt ist. Hier wird neben der Konstruktion und dem Prototypenbau auch der größte Teil der Serienproduktion abgewickelt.
Insgesamt werden für die Herstellung eines Instruments bis zu 9000 Teile verwendet; der allergrößte Teil wird in Handarbeit montiert.

## Film
- Schimmel-Klaviere. Menschen mit Flügeln. Dokumentarfilm, Deutschland, 2014, 43:10 Min. Buch und Regie: Heinrich Billstein, Produktion: Eco Media, NDR, Reihe: Made in Norddeutschland. Erstsendung: 3. Dezember 2014 bei NDR, Inhaltsangabe von NDR.